# Ninjatō

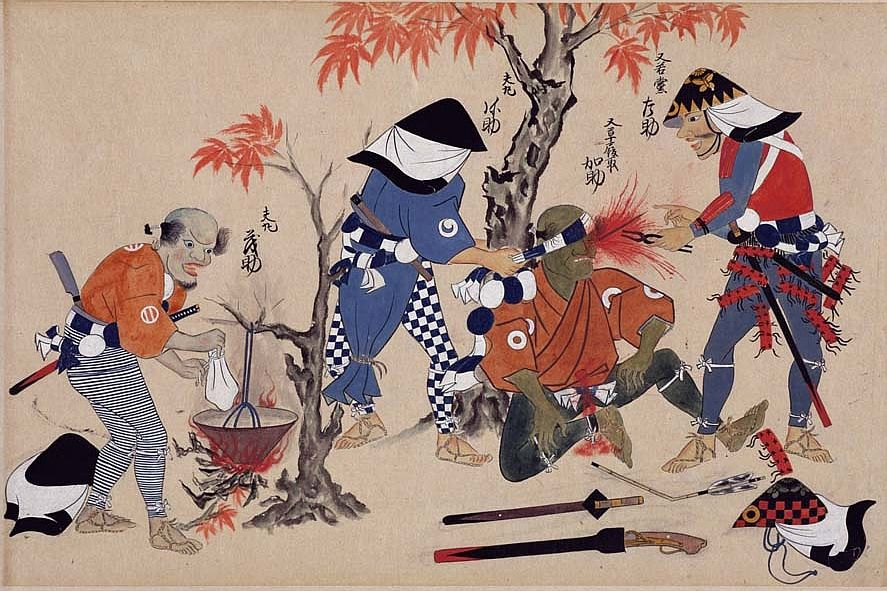
Un esempio di Ninjato nell'arte giapponese. La spada rappresentata in basso, di fianco al fucile, presenta tutte le caratteristiche classiche. Lama dritta, guardia larga e squadrata.

Il ninjatō (忍刀?) era un'ipotetica arma principale di un ninja. Non ci sono prove storiche che quest'arma sia davvero esistita prima del XX secolo. La stessa denominazione "Ninjato" (to = spada) ha origine moderna dato che la parola "NINJA" non appare prima del 1950 nel vocabolario nipponico.
Al di fuori del cinema, fumetti, videogames e altri media, non ci sono prove storiche che fosse un'arma esclusiva di uno "shinobi no mono", questo non esclude però la sua effettiva esistenza come varietà di "Nihonto" (spada giapponese), più economica e facile da produrre, per soldati o comuni abitanti che non potevano permettersi altro, almeno prima del periodo EDO. Appare infatti in alcuni dipinti ritraenti guerrieri e soldati, dando ulteriore sostegno all'esistenza della spada, ma senza collegarla alla figura del Ninja.
Notoriamente, nelle sue rappresentazioni più celebri, il ninjato viene portato legato alla schiena. La lunghezza del ninjatō non doveva superare i 60cm e non doveva essere più corta di 40cm. Nelle versioni più cinematografiche che l'hanno resa celebre, il ninjatō non presenta la classica forma ricurva di una uchigatana, ma dritta e con la punta squadrata. Inoltre la guardia (tsuba) spesso era quadrata e larga piuttosto che rotonda. L'impugnatura era più lunga per un'estrazione più veloce e i materiali con i quali il ninjatō era costruito erano diversi.
Mentre la katana era forgiata più volte per darle la classica curvatura e l'affilatura, il ninjatō era fatto in acciaio meno elaborato, e l'estrazione veniva eseguita in maniera diversa: in primo luogo un ninja non impugnava il ninjatō con il dorso della mano rivolto verso l'alto ma verso il basso, una volta estratta l'arma era tenuta con una sola mano con la punta rivolta verso il basso. Questa impugnatura inconsueta con la quale lo shinobi impugnava il ninjatō era dettata dal fatto che il ninja eseguiva dei gìri (tagli) totalmente diversi da un normale colpo di spada; inoltre prima di ogni gìri vi era un kasumi (annebbiamento) atto a distrarre l'avversario per qualche attimo durante il quale lo shinobi, sfruttando quest'apertura nella guardia dell'avversario, eseguiva il gìri (mai uno soltanto ma sempre una serie di gìri atti ad uccidere l'avversario).
Tra le rappresentazioni più celebri del Ninjato, a renderlo famoso furono certamente i film con protagonista Shō Kosugi e Franco Nero quali L'invincibile ninja.
Esempi noti nel mondo dei videogiochi sono senza dubbio nella serie Ninja Gaiden, Tenchu e Shinobi (videogioco), dove i protagonisti adoperano come arma principale proprio una o più varianti del ninjato.